# Torneo Godó 1991
Il Torneo Godó 1991 è stato un torneo di tennis giocato sulla terra rossa. È stata la 39ª edizione del Torneo Godó, che fa parte della categoria Championship Series nell'ambito dell'ATP Tour 1991. Si è giocato al Real Club de Tenis Barcelona di Barcellona in Spagna, dall'8 al 14 aprile 1991.

## Campioni

### Singolare
Emilio Sánchez ha battuto in finale  Sergi Bruguera con il punteggio di 6–4, 7–6, 6–2

### Doppio
Horacio de la Peña /  Diego Nargiso hanno battuto in finale  Boris Becker /  Eric Jelen con il punteggio di 3–6, 7–6, 6–4